# ダニエル・ロート (時計)
ダニエル・ロート（Daniel Roth ）は
1. フランス出身の時計師
2. 時計師が創業した同名の時計メーカー

である。

## 経歴
- 1945年 - フランスのナンテュアに生まれ、ニースで子供時代を過ごした。兵役終了後スイスに移住した。
- 1963年 - ジャガー・ルクルトに入社。
- 1964年 - ジャガー・ルクルトを退社。その後一時オーデマ・ピゲに在籍していた。
- 1970年頃以降 - 当時ショーメ傘下にあったブレゲ復興に尽力し、アブラアム＝ルイ・ブレゲ作の懐中時計の分解調査を経て世界ではじめてトゥールビヨンの腕時計へのサイズダウンを実現する。
- 1988年 - 独立し、時計メーカー「ダニエル・ロート」を設立。
- 1997年 - ダニエル・ロート社をオーストラリアのアワーグラスグループに売却。
- 2000年 - ダニエル・ロート社がブルガリグループに買収され、垂直統合して一部門となる。
- 2001年 - ジュー渓谷のル・サンティエで妻、息子と共に時計メーカー「ジャン・ダニエル・ニコラ」を設立し、スペシャルピースのみを製作する独立時計師となる（ただし独立時計師アカデミーには加入していない）。2分でキャリッジが一周する『ツインバレル・トゥーミニッツ・トゥールビヨン』が代表作。
- 2011年 - ブルガリがLVMHに買収され、同グループの傘下となる。この頃から同ブランドの時計の製造が中止される。
- 2024年 - ロート自身の承認を得て、ルイ・ヴィトン傘下のブランドとして再始動[1]。